# Curião máximo
O curião máximo (em latim: curio maximus) era um obscuro colégio de pontífices na Roma Antiga cujo objetivo era supervisionar as cúrias, grupos de cidadãos de relações tênues entre si dentro de um agrupamento maior que era originalmente a tribo. Cada cúria era liderada por um curião (em latim: curio), que só podia assumir o posto depois dos cinquenta anos de idade e o mantinha até morrer. Exigia-se dos curiões que tivessem boa saúde, não tivessem nenhum defeito físico e que abdicassem todas as demais posições políticas e militares; por conta disto, o número de candidatos elegíveis e dispostos nunca foi grande, uma restrição que obviamente já havia sido relaxada no final da década de 30 a.C., quando Calvísio estava na função.
O processo eleitoral para a função de curião máximo provavelmente era similar ao da eleição do pontífice máximo, ou seja, através da Assembleia tribal.

## História
No início da República Romana, o cúrio máximo era sempre um patrício e servia também como o inter-rei mais sênior. O mais antigo curião máximo identificado como tal foi Sérvio Sulpício, cônsul em 500 a.C., que assumiu o cargo em 463 a.C.. Aulo Semprônio Atratino, cônsul em 497 e 491 a.C., foi o primeiro inter-rei em 482 a.C. e, presumivelmente, curião máximo, mas não aparece nas fontes identificados como tal. O primeiro plebeu a ser eleito foi em 209 a.C..
A eleição de um plebeu para suceder um eminente Emílio Papo foi, como seria de se supor, controversa, embora o cargo de curião máximo tenha se tornado "anacrônico e algo bizarro" e a eleição de pontífice máximo plebeu em 254 a.C. e de um rei das coisas sagradas plebeu no ano anterior parecem ter aberto o caminho. Quando os patrícios se opuseram à candidatura de Caio Mamílio Atelo, os tribunos da plebe, que geralmente se mantinham fora dos assuntos religiosos, foram chamados. Eles seguiram o protocolo e enviaram o tema para o Senado Romano, que imediatamente devolveu o problema para eles. Alguma disputa política que não é mais possível ser discernida através dos registros históricos provavelmente estava em andamento. Mamílio acabou eleito e ocupou a função até morrer numa epidemia de peste em 175 a.C.. Seu sucessor, também plebeu, foi Caio Escribônio, cujo novo cognome, "Curião", passou para seus descendentes, especialmente seu filho, Caio Escribônio Curião, cônsul em 76 a.C., e seu neto, o general Caio Escribônio Curião, ambos ativos na época de Júlio César.

## Funções
O curião máximo presidia a Quirinália e também os festivais agriculturais das cúrias, como a Fordicídia, quando vacas grávidas eram sacrificadas, e a Fornacália, ou "festival do forno". A Fornacália não tinha data pré-determinada e cada cúria podia celebrar o festival separadamente, mas o curião máximo é que a fixava e a postava no Fórum Romano. Outra função do curião máximo era coletar as "contribuições religiosas" das cúrias (chamadas de "curionium aes", "bronze da cúria").
Embora o curião fosse uma espécie de pontífice, ele não tinha poder para convocar assembleias para fins políticos e cada cúria dispunha ainda de um flâmine curial, cujas funções eram especificamente religiosas.